# Thác nước Maletsunyane
Maletsunyane là thác nước cao 192 mét-high (630 ft) nằm tại Lesotho ở phía nam của châu Phi. Nó nằm gần thị trấn Semonkong, thuộc huyện Maseru. Nó được hình thành bởi sông Maletsunyane đổ xuống một mỏm đá bazan thời kỳ Trias-Jura.